# Maruja Boga
Maruja Boga (Buenos Aires, 1916 - ibíd. 26 de julio de 2010) fue una actriz y periodista argentina de origen gallego.

## Trayectoria
Hija de gallegos, comienza su trayectoria como locutora de radio en el programa Galicia, que dirigía la actriz Maruxa Villanueva.  El 5 de agosto de 1945 comienza a presentar, con el actor Fernando Tacholas Iglesias, y con el periodista Alfredo Arostegui, en el programa de radio Recordando a Galicia en la emisora argentina Radio Rivadavia.
Fundó con Tacholas la compañía de teatro Boga-Tacholas, con la que se dedicó a representaciones de comedias, muchas de ellas de temática gallega. Luego de que Tacholas dejara en 1953 las presentaciones del programa, continuaría con Arostegui al frente de las emisiones, hasta marzo de 1984, cubriendo 39 años de emisiones ininterrumpidas.  El programa fue además un referente de la comunidad gallega en Argentina,  y por él pasaron Castelao, Eduardo Blanco Amor, Antón Alonso Ríos, Ramón Suárez Picallo, y Maruxa Villanueva.

## Premios y distinciones
- Grelo de ouro en 1998 junto con Maruxa Villanueva y Tacholas, po el impulso del teatro gallego en Argentina.

- Medalla de Oro de la Emigración, a título póstumo, 2011.[3][4]

- 25 de julio de 2010: homenaje a la autora en Celebración por Galicia, por la Legislatura de la Ciudad de Buenos Aires.[5]
- Jueves 12 de marzo de 2011, a las 17, en la sede del PSOE Buenos Aires, se realizó un homenaje a Maruxa Boga, en el Día de la mujer.[6]

### Epónimos
- febrero de 2008: homenaje, iniciativa de la Secretaría General de la Emigración (gobierno de Emilio Pérez Touriño, Junta de Galicia) y la Fundación Xeito Novo de Cultura Gallega, hecho en la anterior sede de la Delegación gallega en Buenos Aires, acto donde el Salón de actos de la representación, pasó a llevar su nombre.[7][8]